# Vicente Tomás
Vicente Tomás Hernández (ur. 30 września 1969 w Monzón) – hiszpański narciarz alpejski, dwukrotny olimpijczyk.

## Osiągnięcia

### Igrzyska olimpijskie
| Miejsce | Dzień     | Rok  | Miejscowość | Konkurencja | Czas biegu  | Strata   | Zwycięzca            |
| ------- | --------- | ---- | ----------- | ----------- | ----------- | -------- | -------------------- |
| 38.     | 16 lutego | 1992 | Albertville | Supergigant | 1:17,54 min | +4,50 s  | Kjetil André Aamodt  |
| 27.     | 18 lutego | 1992 | Albertville | Gigant      | 2:15,55 min | +8,57 s  | Alberto Tomba        |
| 39.     | 17 lutego | 1994 | Lillehammer | Supergigant | 1:38,02 min | +5,49 s  | Markus Wasmeier      |
| 28.     | 19 lutego | 1994 | Lillehammer | Kombinacja  | ?           | ?        | Lasse Kjus           |
| 20.     | 27 lutego | 1994 | Lillehammer | Slalom      | 2:13,44 min | +11,42 s | Thomas Stangassinger |

### Mistrzostwa świata
| Miejsce | Dzień     | Rok  | Miejscowość | Konkurencja | Czas biegu  | Strata  | Zwycięzca           |
| ------- | --------- | ---- | ----------- | ----------- | ----------- | ------- | ------------------- |
| 28.     | 13 lutego | 1993 | Morioka     | Slalom      | 1:48,93 min | +8,60 s | Kjetil André Aamodt |